# Tonegawa Susumu
Tonegawa Susumu (利根川 進 Tonegawa Susumu, Lợi Căn Xuyên Tiến), sinh ngày 6/9/1939, là một nhà khoa học Nhật Bản, đã đoạt giải Nobel Sinh lý và Y khoa năm 1987.

## Cuộc đời và Sự nghiệp
Tonegawa sinh tại Nagoya, Nhật Bản và học trường Hibiya High School tại Tokyo. Sau đó ông học ở Đại học Kyoto và đậu bằng cử nhân năm 1963. Ông đậu bằng tiến sĩ ở Đại học California tại San Diego nơi ông làm việc cùng với tiến sĩ Masaki Hayashi. Ông nghiên cứu hậu tiến sĩ ở Viện Salk tại San Diego trong phòng thí nghiệm của Renato Dulbecco, rồi làm việc ở Viện miễn dịch học Basel (Basel Institute for Immunology) ở Basel, Thụy Sĩ, nơi ông trình diễn các thí nghiệm miễn dịch nổi tiếng của mình.
Năm 1981, ông trở thành giáo sư ở Học viện Công nghệ Massachusetts (MIT), và thành lập cùng điều khiển cái mà nay gọi là Picower Institute for Learning and Memory ở MIT. Năm 1982, ông được Đại học Columbia trao giải Louisa Gross Horwitz chung với Barbara McClintock, người đoạt giải Nobel năm 1983. Ông là ủy viên Hội đồng quản trị Khoa học ở The Scripps Research Institute. Hiện nay ông là giám đốc của RIKEN-MIT Center for Neural Circuit Genetics tại MIT. Ngày 1 tháng 4 năm 2009, ông làm giám đốc của RIKEN Brain Science Institute (BSI) ở Wako-shi, Nhật Bản.
Năm 1987, ông đoạt giải Nobel Sinh lý và Y khoa cho công trình phát hiện nguyên tắc di truyền cho các thế hệ của sự đa dạng kháng thể.
Mặc dù đoạt giải Nobel cho công trình nghiên cứu trong lãnh vực miễn dịch học, nhưng Tonegawa được đào tạo thành một nhà sinh học phân tử. Những năm sau này, ông đã hướng sự quan tâm của mình vào nền tảng tế bào và phân tử của sự tạo thành trí nhớ (memory).
Tonegawa nổi tiếng về việc làm sáng tỏ cơ cấu di truyền trong hệ miễn dịch thích ứng. Để hoàn tất sự đa dạng của các kháng thể cần thiết để bảo vệ chống lại bất cứ loại kháng nguyên (antigen) nào, thì hệ miễn dịch sẽ đòi hỏi hàng triệu gien mã hóa cho các kháng thể khác nhau, nếu mỗi kháng thể được mã hóa bởi một gien. Thay vì, như Tonegawa đã chỉ ra trong một loạt các thí nghiệm nổi tiếng bắt đầu năm 1976, chất liệu gien có thể tự sắp xếp lại để tạo thành dãy lớn các kháng thể khả dụng. So sánh DNA của các tế bào B(một loại của bạch cầu) trong chuột phôi thai và trưởng thành, ông đã quan sát thấy các gien trong các tế bào B chín muồi của các chuột trưởng thành di chuyển khắp nơi, tái phối hợp, và xóa đi để tạo thành sự đa dạng của vùng thay đổi của các kháng thể.

## Giải thưởng
- Giải Louisa Gross Horwitz (1982)
- Giải quốc tế Quỹ Gairdner (1983)
- Giải Robert Koch (1986)
- Giải Albert Lasker cho nghiên cứu Y học cơ bản (1987)
- Giải Nobel Sinh lý và Y khoa (1987)